# Dolmen de les Umbertes
El Dolmen de les Umbertes és un megàlit del neolític del terme municipal de Moià, (Moianès), inclòs a l'Inventari del Patrimoni Arqueològic i Paleontològic de Catalunya.
Està situat en el camp de vol de Les Umbertes, al vessant sud-est de la intersencció entre les dues pistes de vol.
Es tracta d'una zona erma de matoll baix entre afloraments calcaris, en un pla amb lleugeres ondulacions entre la Costa Socarrada i el marge dret del torrent Mal amb presència de roures i boixos.
Dolmen corresponent al model de cista megalítica rectangular tancada, format per quatre  lloses lleugerament inclinades cap a l'interior de la cista i orientat al sud-sud-est. La coberta es trobà fragmentada i desplaçada i el túmul força erosionat. La llosa de la coberta que es pot observar actualment no és l'original sinó que va ser encarregada pel Sr. Farràs copiant les dimensions de la que hi devia haver originalment.
El 1958 es realitzà l'excavació d'aquest megàlit per part de Ricard Batista i membres del GEMI. El material arqueològic i antropològic trobat dins del dolmen es trobava remenat i fora de context. En destaca un tros de terrissa amb decoració incisa consistent en un puntejat i també un altre fragment incís de manera perpendicular, a part d'altres fragments carenats. Hi ha també un tros de sílex blanc amb retoc bilateral, un esquerdill de sílex, una valva de pecten polida i amb un foradet, quatre peces de collaret d'esteatita i un fragment de dentàlium. Les restes antropològiques eren molt fragmentàries.
Durant les tasques de revisió de la Carta Arqueològica, el desembre de 2010, s'observà el bon estat de l'estructura, amb la llosa nova de coberta i un rètol indicatiu de pedra a la vora per ser vist des de la pista d'enlairament.  L'interior estava mig reemplenat amb pedres i terra. No s'observaren materials arqueològics en superfície.
A aquest tipus de dolmen tipus cista megalítica amb túmul se li atribueix una cronologia des del Neolític final-calcolític fins al bronze antic.
Es va donar a conèixer per Ricard Batista a finals de la dècada de 1950.